# Blur
Blur [blɜɹ] ist eine 1988 erstmals gegründete britische Rockband, die zu den wichtigsten Vertretern des 1990er-Britpop zählte. Dabei vollzog die Band während der 1990er Jahre mehrere musikstilistische Wandel. Stand ihr Debütalbum noch unter dem Einfluss der Shoegaze- und Madchester-Bewegung, so begab sie sich nach drei weiteren vom britischen Pop geprägten Alben zum Indie-Rock und drang mit ihren drei letzten Alben vor der Bandpause in den Grenzbereich zwischen Rock, elektronischer und experimenteller Musik vor. 2015 schloss die Band mit einem weiteren Album an diese Entwicklung an.

## Bandgeschichte
Ursprünglich hieß die Band Seymour; der Name wurde aber 1990 auf Wunsch ihres neuen Labels Food Records in Blur geändert. Ihre bislang größten Erfolge waren die Singles There’s No Other Way (1991), Girls and Boys (1994), Country House (1995), Beetlebum, Song 2 (1997) und Coffee and TV (1999) sowie die Alben Parklife, Blur und 13.
Während das 1991 veröffentlichte Debüt noch stark am damals modischen Manchester Rave orientiert war, markierte bereits das zweite Album Modern Life is Rubbish (1993) eine musikalische Neuausrichtung, die mit dem dritten Album Parklife 1994 erfolgreich fortgesetzt wurde: Ihr expliziter Bezug auf die britische Popmusiktradition (The Kinks, The Beatles) und ihre klar formulierte Ablehnung der in den frühen 1990er Jahren vorherrschenden US-amerikanischen Rockmusik-Stilrichtung (Grunge) sorgten dafür, dass Blur von der Musikpresse zum Schöpfer des modernen Britpop ausgerufen wurde. Den Höhepunkt erreichte der Medienhype mit dem Erscheinen des vierten Albums 1995, als die „bürgerlichen“ Musiker von Blur von britischen Zeitungen zu Antagonisten der „Arbeiterklasse“-Band Oasis stilisiert wurden.
Mit ihrem fünften und sechsten Studioalbum schlug die Gruppe seit 1997 einen völlig neuen Weg ein. Man verzichtete auf die Bläserarrangements, forcierte die rockigen Elemente und wechselte schließlich den Produzenten. Statt des langjährigen Weggefährten Stephen Street saß nun der ursprünglich aus dem Bereich der elektronischen Musik stammende William Orbit am Mischpult, der schon auf Blurs Doppel-EP Bustin’ & Dronin’ einen Remix von Movin’ On beigesteuert hatte. Mit dem auch in den USA erfolgreichen Song 2 schafften die Musiker nun den internationalen Durchbruch, nachdem sich ihr Erfolg zuvor hauptsächlich auf Großbritannien und einige europäische Länder beschränkt hatte. Das 1999 erschienene Album 13 war zwar kommerziell etwas weniger erfolgreich, wurde aber von der Kritik sehr positiv aufgenommen und enthielt mit dem Song Coffee and TV zumindest einen kleineren Hit.
Noch während der Aufnahmen zu Think Tank verließ Leadgitarrist Graham Coxon im Jahr 2002 die Gruppe aufgrund künstlerischer Differenzen. Seine Mitwirkung an dem Album beschränkt sich daher auf das letzte Stück (Battery in Your Leg).
Bereits recht früh machte Damon Albarn deutlich, dass er sich eine Rückkehr von Coxon zur Band wünsche und die Arbeit mit Blur bis zu diesem Zeitpunkt ruhen lassen werde. Im Januar 2007 ließ Bassist Alex James dann verlauten, dass die Chancen für eine Reunion relativ gut stünden, auch wenn bisher noch keine Zusagen vorhanden seien. Ende 2008 kündigte die Band dann zwei Reunion-Konzerte in der Besetzung mit Graham Coxon im Londoner Hyde Park an. Die Auftritte fanden am 2. und 3. Juli 2009 statt. Bereits am 28. Juni 2009 waren Blur in Originalbesetzung beim Glastonbury Festival aufgetreten.
2010 erschien in den Kinos die Dokumentation No Distance Left to Run. Im April desselben Jahres kam eine neue Vinyl-Single heraus, betitelt Fool’s Day, die wenige Tage später kostenlos von der Homepage der Band heruntergeladen werden konnte. Danach hieß es von Seiten Damon Albarns, er wolle mittelfristig definitiv an weiteren Aufnahmen mit Blur arbeiten. Tatsächlich fand seither eine Aufnahmesession mit dem britischen Poeten Michael Horovitz statt, die aber bis dato unveröffentlicht blieb. 2012 ließ Produzent William Orbit auf Twitter durchblicken, mit der Band an neuem Material zu arbeiten, wenig später überraschten Albarn und Coxon bei einem Benefizkonzert mit der Akustikversion des neuen Blur-Stücks Under the Westway, und Ende Februar 2012 traten Blur bei den BRIT Awards auf. Mit den mit Orbit aufgenommenen Stücken war die Band allerdings unzufrieden. Im Februar 2014 gab Albarn daher bekannt, dass es neues Material für Blur gebe, dass allerdings aufgrund der vielen Nebenprojekte der Bandmitglieder noch unbestimmte Zeit verstreichen werde, bis man es vollenden und veröffentlichen könne. Vorerst sei also nicht mit einem neuen Album zu rechnen.
Am 19. Februar 2015 kündigte die Band überraschend das neue Album The Magic Whip für den 24. April 2015 an und veröffentlichte vorab mehrere Singles. Die Aufnahmesessions hatten 2014 in den Avon Studios in Hongkong stattgefunden, als die Band während einer Asientournee pausierte; als Produzent fungierte Stephen Street. Einige Konzerte, wie z. B. im Hyde Park, folgten. Das von der Kritik überwiegend gelobte Album erreichte in Deutschland, Österreich und der Schweiz die Top 5; in Großbritannien gelangte es bis an die Spitze der Verkaufscharts.
Am 21. Juli 2023 erschien das neunte Album von Blur mit dem Titel The Ballad of Darren. Es folgen Konzerte in England, Europa, Asien und Südamerika.

## Weitere Projekte
Sänger Damon Albarn ist zudem der Kopf der Gorillaz, die bis 2018 fünf weltweit erfolgreiche Studioalben herausbrachten. Ein weiteres Projekt ist die transafrikanische Kooperation Mali Music, die 2002 zu einer Plattenproduktion führte und Albarn auch in der Folgezeit beschäftigte. Im Januar 2007 veröffentlichte er zusammen mit dem Drummer Tony Allen, Paul Simonon (ehemals Bassist bei The Clash) und dem ehemaligen The-Verve-Gitarristen Simon Tong ein gemeinsames Album unter den Namen The Good, the Bad & the Queen. Am 28. Juni 2007 wurde beim Manchester International Festival seine erste Oper Monkey: Journey to the West uraufgeführt. Damon Albarns zweite Oper Dr Dee. An English Opera wurde von Regisseur Rufus Norris inszeniert und hatte, ebenfalls im Rahmen des Manchester International Festival, am 1. Juli 2011 Premiere im Palace Theatre.
Graham Coxon veröffentlicht seit 1998 Soloalben auf seinem Indielabel Transcopic (seit 2002 vertrieben über Parlophone/EMI). Die acht bisher erschienenen Alben sind: The Sky Is Too High (1998), The Golden D (2000), Crow Sit on Blood Tree (2001), The Kiss of Morning (2002), Happiness in Magazines (2004), Love Travels at Illegal Speeds (2006), The Spinning Top (2009) und A+E (2012). Des Weiteren ist Coxon seit 2009 unregelmäßiger Bestandteil der Solo-Auftritte von Pete Doherty und begleitet ihn an der Gitarre.
Alex James war an den kurzlebigen Gruppen Me Me Me und Fat Les beteiligt. Me Me Me, die aus James, dem The-Lilac-Time-Sänger Stephen Duffy, Justin Welch (Elastica) und Charlie Bloor bestand, veröffentlichte im Jahre 1996 eine UK-Top-20-Single (Hanging Around). Fat Les war ein Projekt, an dem James, der kontroverse Künstler Damien Hirst – ein alter Kommilitone der Blur-Bandmitglieder – und der Schauspieler Keith Allen mitwirkten. Ihre Single Vindaloo erreichte 1998 Platz 2 der britischen Charts. James’ neuestes Projekt heißt WigWam.
Dave Rowntree war Strafverteidiger in der Kanzlei Kingsley Napley und ist seit 2006 Mitglied bei The Ailerons und nennt die Computergrafik-Firma Nanomation sein Eigen. Er engagiert sich auch in der Londoner Lokalpolitik für die Labour Party. Bei der Kommunalwahl im Mai 2007 kandidierte er in seinem Heimatbezirk Westminster für Labour und belegte in dem traditionell konservativen Wahlkreis Marylebone High Street den dritten Platz hinter den Kandidaten der konservativen Tories und der Liberaldemokraten. Bei der Unterhauswahl 2024 trat er für Labour im Wahlkreis Mid Sussex an, blieb jedoch erfolglos.

## Diskografie
Studioalben

| Jahr | Titel Musiklabel                                | Höchstplatzierung, Gesamtwochen, AuszeichnungChartplatzierungen (Jahr, Titel, Musiklabel, Platzierungen, Wochen, Auszeichnungen, Anmerkungen) | Höchstplatzierung, Gesamtwochen, AuszeichnungChartplatzierungen (Jahr, Titel, Musiklabel, Platzierungen, Wochen, Auszeichnungen, Anmerkungen) | Höchstplatzierung, Gesamtwochen, AuszeichnungChartplatzierungen (Jahr, Titel, Musiklabel, Platzierungen, Wochen, Auszeichnungen, Anmerkungen) | Höchstplatzierung, Gesamtwochen, AuszeichnungChartplatzierungen (Jahr, Titel, Musiklabel, Platzierungen, Wochen, Auszeichnungen, Anmerkungen) | Höchstplatzierung, Gesamtwochen, AuszeichnungChartplatzierungen (Jahr, Titel, Musiklabel, Platzierungen, Wochen, Auszeichnungen, Anmerkungen) | Anmerkungen                              |
| Jahr | Titel Musiklabel                                | DE | AT | CH | UK | US | Anmerkungen                              |
| ---- | ----------------------------------------------- | --- | --- | --- | --- | --- | ---------------------------------------- |
| 1991 | Leisure Parlophone Records (WMG)                | — | — | — | UK7 Gold · (22 Wo.)UK | — | Erstveröffentlichung: 26. August 1991    |
| 1993 | Modern Life Is Rubbish Parlophone Records (WMG) | — | — | — | UK15 Gold · (19 Wo.)UK | — | Erstveröffentlichung: 10. Mai 1993       |
| 1994 | Parklife Parlophone Records (WMG)               | — | — | — | UK1 ×4Vierfachplatin · (119 Wo.)UK | — | Erstveröffentlichung: 25. April 1994     |
| 1995 | The Great Escape Parlophone Records (WMG)       | DE35 (19 Wo.)DE | AT21 (22 Wo.)AT | CH26 (7 Wo.)CH | UK1 ×3Dreifachplatin · (56 Wo.)UK | US150 (1 Wo.)US | Erstveröffentlichung: 11. September 1995 |
| 1997 | Blur Parlophone Records (WMG)                   | DE23 (15 Wo.)DE | AT21 (10 Wo.)AT | CH17 (10 Wo.)CH | UK1 Platin · (75 Wo.)UK | US61 Gold · (37 Wo.)US | Erstveröffentlichung: 10. Februar 1997   |
| 1999 | 13 Parlophone Records (WMG)                     | DE6 (9 Wo.)DE | AT12 (8 Wo.)AT | CH12 (6 Wo.)CH | UK1 Platin · (34 Wo.)UK | US80 (5 Wo.)US | Erstveröffentlichung: 15. März 1999      |
| 2003 | Think Tank Parlophone Records (WMG)             | DE8 (8 Wo.)DE | AT19 (8 Wo.)AT | CH9 (7 Wo.)CH | UK1 Gold · (14 Wo.)UK | US56 (3 Wo.)US | Erstveröffentlichung: 5. Mai 2003        |
| 2015 | The Magic Whip Parlophone Records (WMG)         | DE3 (5 Wo.)DE | AT2 (5 Wo.)AT | CH4 (7 Wo.)CH | UK1 Gold · (13 Wo.)UK | US24 (2 Wo.)US | Erstveröffentlichung: 24. April 2015     |
| 2023 | The Ballad of Darren Parlophone Records (WMG)   | DE3 (3 Wo.)DE | AT2 (2 Wo.)AT | CH1 (5 Wo.)CH | UK1 Silber · (5 Wo.)UK | US94 (1 Wo.)US | Erstveröffentlichung: 21. Juli 2023      |